# Sociobiologia
La sociobiologia è una corrente della sociologia nata nella prima metà degli anni settanta come diretta conseguenza della crisi del funzionalismo.

## I precursori
Il termine sociobiologia fu utilizzato da John P. Scott e da Charles F. Hockett nell'immediato secondo dopoguerra, per descrivere una scienza interdisciplinare collocata a metà strada fra la biologia e la sociologia, fra le scienze della natura e quelle umanistiche.
In particolare la sociobiologia nasce dall'esigenza di racchiudere l'intero agire sociale entro un unico grande denominatore: una strada che, fino alla summenzionata crisi, era seguita dagli esponenti del neopositivismo o funzionalismo.
Se, nella tensione natura-cultura, nel periodo neopositivista era quest'ultimo concetto a fungere da denominatore, con la nuova corrente la matrice è di segno diametralmente opposto: l'agire umano e la socialità sarebbero totalmente riconducibili alla natura.
Non deve stupire quindi la virata a 180° compiuta proprio da molti funzionalisti che iniziarono ad abbracciare una teoria apparentemente opposta a quella sostenuta fino a quel momento: ciò che non muta, infatti, è l'esigenza di ricondurre ogni fenomeno a un unico assoluto riassuntivo. Non più la produzione culturale dell'uomo, ma una serie di processi di selezione naturale.
Quindi la sociobiologia istituisce un collegamento tra la teoria neodarwiniana evoluzionistica attuata in base alla selezione naturale, la idoneità del genotipo di influire sul fenotipo comportamentale, e la ottimizzazione della idoneità riproduttiva.
Il punto focale dell'indagine sociobiologica è il rapporto genotipo-fenotipo, ovverosia gene-comportamento. I sociobiologi hanno affermato che il comportamento sociale è pur sempre un fenotipo, e perciò è legato alla interazione tra ambiente e genotipo. Quest'ultimo può incidere a seconda dell'età, del comportamento ricercato, del contesto.
L'assunto dei ricercatori sociobiologi è che, a causa del comportamento, il genotipo subisca l'incidenza della selezione naturale, quindi in base alle regole del comportamento adattivo differenziale, anche i geni relativi al nuovo tipo di comportamento, prenderanno il posto di quelli antichi, aumentando la percentuale di individui adattati ottimamente all'ambiente.
Le posizioni fondamentali della sociobiologia sono che un singolo o un gruppo di geni influenzino il comportamento umano, allo scopo di favorirne l'adattamento; il comportamento, individuale e collettivo, rappresenta una risposta alle pressioni dell'ambiente e del genotipo; i geni producono gli elementi necessari per una ottimale riproduzione; così come i geni sono incessanti replicatori, anche l'uomo possiede replicatori culturali, i memi, che si trasmettono da una mente all'altra.
Intorno alla fine degli anni settanta la sociobiologia ha sviluppato vari concetti pregnanti, quali la massimizzazione dell'idoneità complessiva o fitness (la motivazione primaria dell'uomo che consiste nel compiere i maggiori sacrifici per assicurarsi una linea riproduttiva), l'altruismo (ridurre il successo riproduttivo aumentando il successo altrui), l'investimento parentale (costi della riproduzione), la strategia evolutivamente stabile (rendere conveniente il bilancio tra guadagni e perdite).

## 1975: La "Nuova Sintesi"

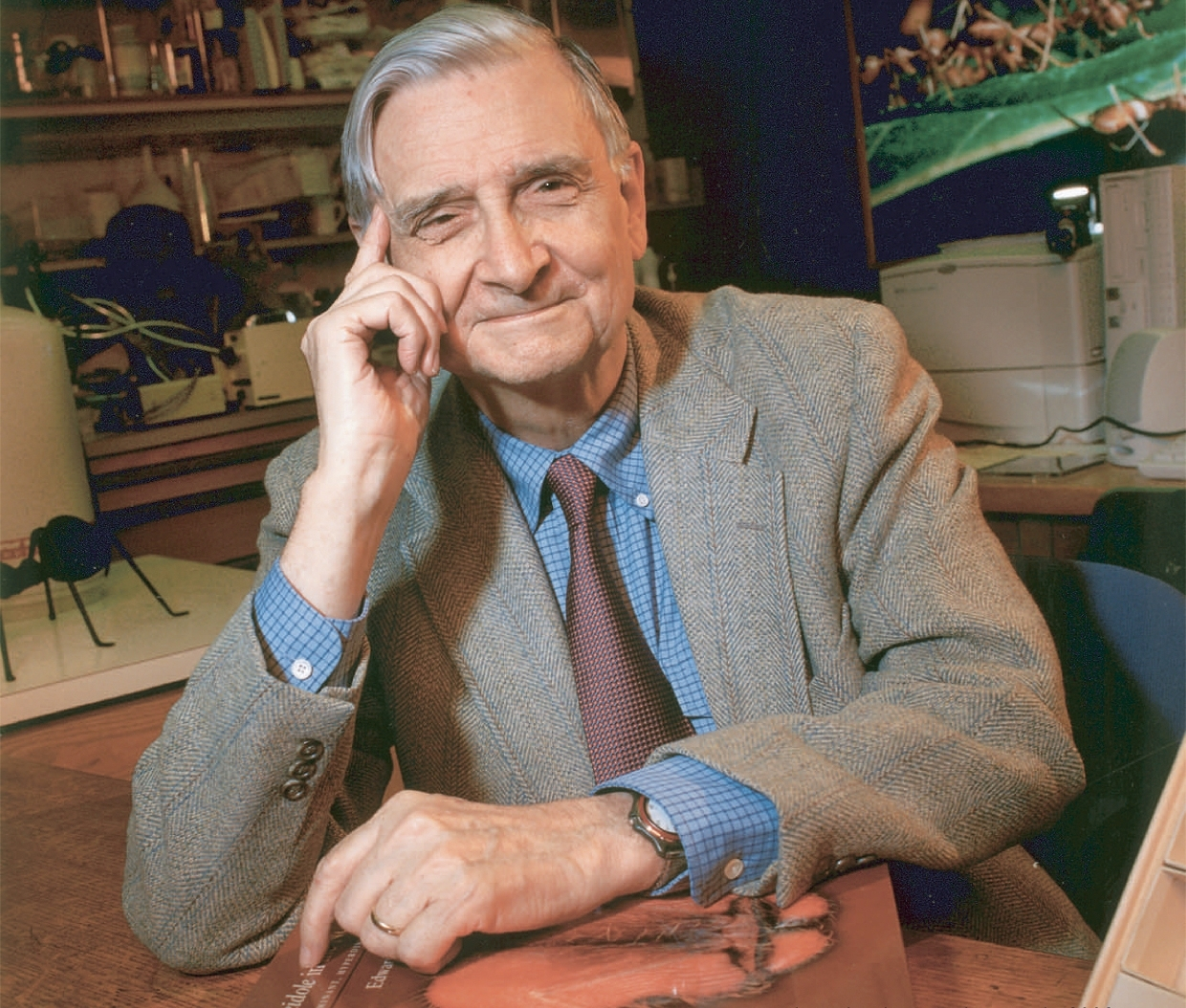
Edward Osborne Wilson

La prima definizione "ufficiale" risale al 1975 ed è contenuta nell'opera Sociobiologia: La Nuova Sintesi, di Edward Osborne Wilson: "Lo studio sistematico delle basi biologiche di ogni forma di comportamento sociale".
Enunciazione limitata dallo stesso autore che, prudentemente, si curò di premettere così:
Lo stesso Wilson spiegò che una gran parte della sociobiologia derivava dalla zoologia, e invitava gli scettici a non scandalizzarsi se i principi, i metodi e la terminologia applicati negli studi sugli animali (topi e mosche), erano ripresi per le applicazioni sugli esseri umani.
E.O. Wilson chiarì che la relazione fra i geni e il comportamento sociale umano è vincolato da tre ipotesi:
- la mente si è evoluta al punto di dipendere esclusivamente dalla cultura;
- il comportamento è vincolato dai geni e tutti possediamo il medesimo potenziale;
- la specie umana è programmata ed è in grado di evolversi ulteriormente.

## 1977: evoluzione per selezione naturale

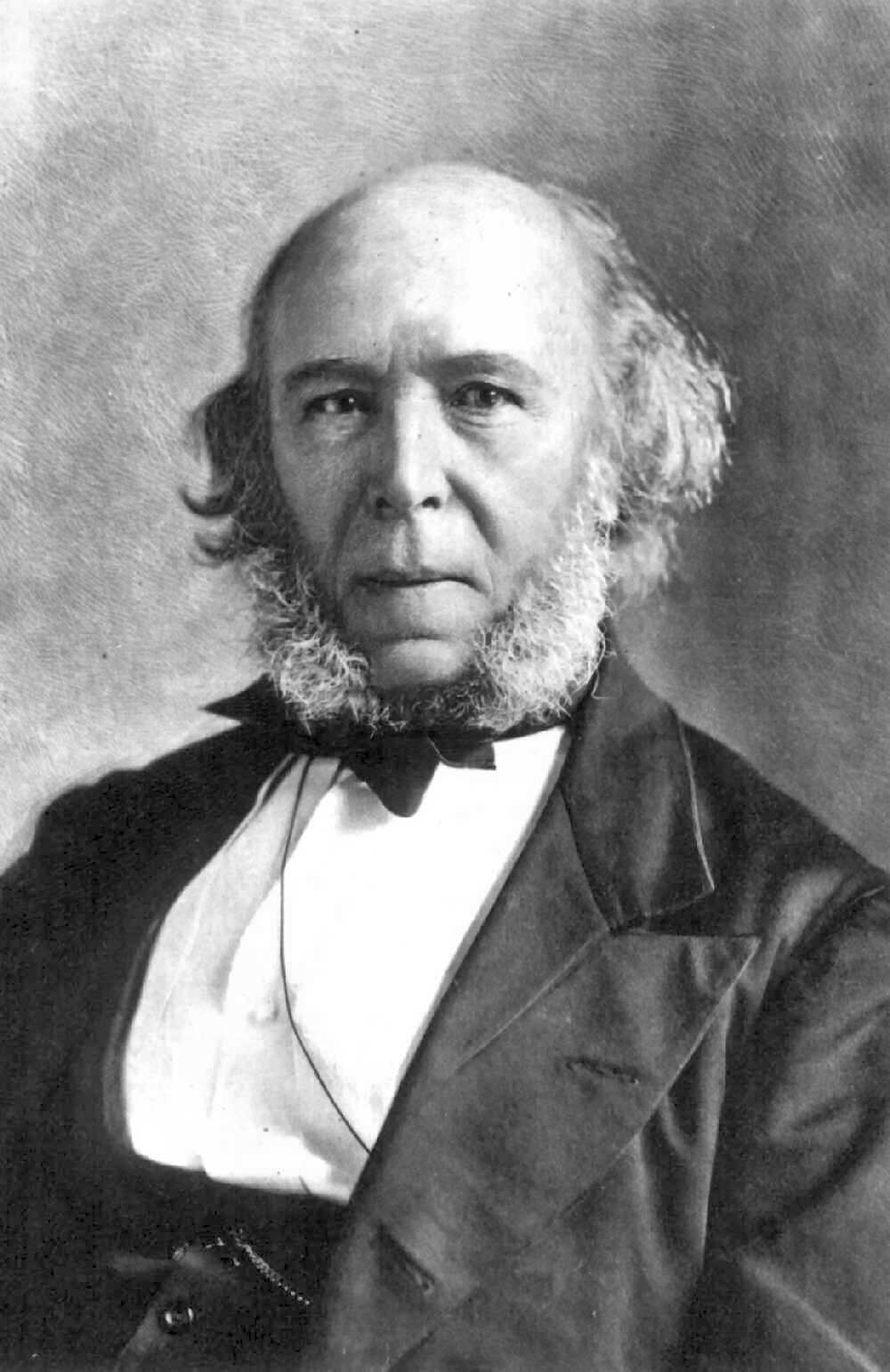
Herbert Spencer

Nel 1977 esce Sociobiologia e comportamento, di David P. Barash, opera che getta le basi per un vero e proprio neo-darwinismo: si associa la concezione sociobiologica all'etologia e al comportamentismo, al fine di dimostrare che è il livello biologico a fungere da asse portante dell'evoluzione della società.
D.P. Barash si preoccupa altresì di dettare i postulati su cui fondare tale teoria.
- Gli organismi hanno la tendenza a riprodursi esponenzialmente, in controtendenza con le collettività, che invece tendono a rimanere stabili.
- Le caratteristiche dell'individuo sono classificabili entro due macro-categorie: quella genotipica e quella fenotipica. Fanno capo alla prima le caratteristiche inerenti al corredo genetico; alla seconda quelle direttamente osservabili.
- Gli individui più "adatti" avranno maggiori chance per riprodursi: la selezione non è più legata all'idea di lotta (vedi Charles Darwin), bensì all'idea di adattamento all'ambiente circostante.
- I fenotipi (comportamento, struttura) negativi tenderanno a scomparire con il passare delle generazioni.
- Di contro, i fenotipi adatti all'ambiente si trasmetteranno con estrema facilità.

Mentre con Darwin e Herbert Spencer l'evoluzionismo era applicato soltanto alla biologia, con le nuove teorie il suo impatto viene esteso anche alla sfera del comportamento quotidiano.